# Heinz-Hugo John
Pour les articles homonymes, voir John.
Heinz-Hugo John est un homme politique et un militaire allemand, né le 10 avril 1904 à Erfurt (Empire allemand) et mort le 9 juin 1944 à Caen (France occupée). Membre du Parti national-socialiste des travailleurs allemands (NSDAP), il est député au Reichstag de 1932 à 1944.

## Biographie
Fils de l'industriel erfurtois Hugo John (de), il fréquente l'école préparatoire d'Erfurt et le Arndt-Gymnasium (de) de Dahlem, puis un Realgymnasium à Ballenstedt am Harz où il obtient son Abitur en 1921. Il suit un apprentissage agricole de 1921 à 1923, puis un apprentissage en commerce à Weimar du printemps 1923 à janvier 1926. Il étudie ensuite la musicologie à Leipzig et à Berlin jusqu'en janvier 1932. Il se marie en 1934.
En août 1923, John adhère au NSDAP (numéro de membre 1335). En février 1932, il est muté à Munich en tant qu'adjudant du directeur de la jeunesse du Reich (Reichsjugendführer).
Aux élections législatives de juillet 1932, John est élu député du Reichswahlvorschlag au dernier Reichstag de la République de Weimar. Il conserve ce poste sans interruption jusqu'à sa mort en 1944, représentant la circonscription 22 (Düsseldorf-Est) à partir de novembre 1933.
Le 7 juin 1933, il devient gestionnaire de la division II de la direction de la jeunesse du Reich (Reichsjugendführung), avant d'être nommé Obergebietsführer des Jeunesses hitlériennes le 1er juillet de la même année. En avril 1937, il est nommé directeur du bureau du personnel des Hautes autorités du directeur des jeunesses du Reich allemand, puis Oberrichter des Jeunesses hitlériennes le 15 juin 1937.
Début 1943, John intègre la Waffen-SS et combat sur le front de l'Est. Le 9 juin 1944, il est tué dans la bataille de Normandie en tant qu'officier de la 12e Panzerdivision SS Hitlerjugend.